# Warrel Dane
Warrel Dane (Seattle, Washington, 1961. március 7. – São Paulo, Brazília, 2017. december 13.) amerikai énekes, zeneszerző. Leginkább a Nevermore zenekar énekeseként ismert, de a Sanctuary nevű power metal zenekar lemezein is ő énekelt. Első zenekara a Serpents Knight volt. Dane öt éven keresztül egy operaénekestől vett leckéket, többek között innen eredeztethető széles hangterjedelme. Csakúgy mint a Nevermore basszusgitárosa (Jim Sheppard) eredetileg ő is szakács volt. Dalszövegíróként kiemelkedően foglalkozott vallási és politikai témákkal. A Nevermore albumok mellett 2008-ban egy Praises to the War Machine című szólólemezt is elkészített. Vendégként feltűnt a lengyel Behemoth The Apostasy című albumán is.
Warrel Dane 2017. december 13-án szívrohamban hunyt el São Pauloban, miközben második szólóalbumán dolgozott.

## Lemezei

### Serpents Knight
- Released From the Crypt (1983)
- Silent Knight...of Myth and Destiny (2010)

### Sanctuary
- Refuge Denied (1988)
- Into the Mirror Black (1990)
- Into the Mirror Live (1991)
- The Year the Sun Died (2014)
- Inception (2017)

### Nevermore
- Nevermore (1995)
- In Memory EP (1996)
- The Politics of Ecstasy (1996)
- Dreaming Neon Black (1999)
- Dead Heart in a Dead World (2000)
- Enemies of Reality (2003)
- This Godless Endeavor (2005)
- The Year of the Voyager (2008) - koncertlemez
- The Obsidian Conspiracy (2010)

### Szóló
- Praises to the War Machine (2008)
- Shadow Work (2018)

### Vendégként
- Behemoth: The Apostasy (2007)